# Hyperplatys cana
Hyperplatys cana är en skalbaggsart som först beskrevs av Bates 1863.  Hyperplatys cana ingår i släktet Hyperplatys och familjen långhorningar. Inga underarter finns listade i Catalogue of Life.